# Glipostenoda klapperichi
Glipostenoda klapperichi is een keversoort uit de familie spartelkevers (Mordellidae). De wetenschappelijke naam van de soort is voor het eerst geldig gepubliceerd in 1952 door Ermisch.